# Citharichthys
Citharichthys hay còn gọi là cá bơn cát là một chi cá thân bẹt trong họ cá bơn răng lớn Paralichthyidae. Chúng đều có cặp mắt được bố trí về phía trái của một bên đầu. Chúng gồm các loài bản địa được tìm thấy quanh châu Phỉ, chỉ có 01 loài là C. stampflii được tìm thấy ở bờ biển Tây Phi and species that enter fresh water..

## Các loài
Hiện hành chi này gồm các loài sau:
- Citharichthys abbotti C. E. Dawson, 1969
- Citharichthys amblybregmatus Gutherz & Blackman, 1970
- Citharichthys arctifrons Goode, 1880
- Citharichthys arenaceus Evermann & M. C. Marsh, 1900
- Citharichthys cornutus (Günther, 1880)
- Citharichthys darwini Victor & Wellington, 2013[5]
- Citharichthys dinoceros Goode & T. H. Bean, 1886
- Citharichthys fragilis C. H. Gilbert, 1890
- Citharichthys gilberti O. P. Jenkins & Evermann, 1889
- Citharichthys gnathus Hoshino & Amaoka, 1999
- Citharichthys gordae Beebe & Tee-Van, 1938
- Citharichthys gymnorhinus Gutherz & Blackman, 1970
- Citharichthys macrops Dresel, 1885
- Citharichthys mariajorisae van der Heiden & Mussot-Pérez, 1995
- Citharichthys minutus Cervigón, 1982
- Citharichthys platophrys C. H. Gilbert, 1891 (small sanddab)
- Citharichthys sordidus (Girard, 1854)
- Citharichthys spilopterus Günther, 1862 (bay whiff)
- Citharichthys stampflii (Steindachner, 1894)
- Citharichthys stigmaeus D. S. Jordan & C. H. Gilbert, 1882
- Citharichthys surinamensis (Bloch & J. G. Schneider, 1801)
- Citharichthys uhleri D. S. Jorda], 1889
- Citharichthys valdezi Cervigón, 1986
- Citharichthys xanthostigma C. H. Gilbert, 1890